# Wilhelm List
Siegmund Wilhelm Walther List (Illerkirchberg, 14 de mayo de 1880 - Garmisch-Partenkirchen, 17 de agosto de 1971) fue un mariscal de campo alemán durante la Segunda Guerra Mundial que fue condenado por crímenes de guerra por un tribunal del ejército de los Estados Unidos después de la guerra. List comandó el 14.º Ejército en la invasión de Polonia y el 12.º Ejército en las invasiones de Francia, Yugoslavia y Grecia. En 1941 comandó las fuerzas alemanas en el sudeste de Europa responsables de la ocupación de Grecia y Yugoslavia. En julio de 1942, durante la operación Fall Blau, la ofensiva de verano alemana en el sur de Rusia, fue nombrado comandante del Grupo de Ejércitos A, responsable del avance principal hacia el Cáucaso y los campos petrolíferos de Bakú.
Después de la guerra fue acusado de crímenes de guerra y crímenes de lesa humanidad, juzgado en el Juicio de los rehenes en 1947, declarado culpable y condenado a cadena perpetua. Sin embargo fue liberado poco después y murió en 1971.

## Biografía

### Infancia y juventud
List nació en Illerkirchberg, en el actual estado de Baden-Wurtemberg en 1880, su padre era médico. Entró en el Ejército de Baviera en 1898 y sirvió como jefe del Estado Mayor bávaro en la Primera Guerra Mundial. Tras la guerra, List permaneció en el ejército, donde se convirtió en un especialista en tanques, llegando a ser jefe del Departamento de Organización del Ejército. Progresó gradualmente en el nuevo ejército alemán Reichswehr, y en 1930 fue ascendido a Generalmajor y nombrado jefe de la Escuela de Infantería de Dresde. 
En 1935 List fue nombrado por el general Fedor von Bock comandante del IV Cuerpo de Ejército. Pese a que List aún era crítico con Adolf Hitler, no quiso tomar acciones que pudieran dañar su carrera militar, así que no protestó por la expulsión de Werner von Blomberg y Werner von Fritsch en 1938. Tras el Anschluss de Austria, List fue enviado a Viena como jefe del Grupo de Ejércitos de Austria. Al año siguiente tomó parte en la invasión de Checoslovaquia.

## Segunda Guerra Mundial
En 1939, comandó el 14º Ejército alemán en la invasión de Polonia. La tarea de List era hacer avanzar a su ejército hacia el sur de Polonia inmediatamente al comienzo de la invasión, para formar el extremo sur de una maniobra de cerco llevada a cabo por las fuerzas alemanas con el objetivo de atrapar al ejército de campaña polaco en la región general de Varsovia. No cumplió con esta misión, aunque se encontró con elementos de avanzada del XIX Cuerpo Panzer alemán al mando del general Heinz Guderian a poca distancia al sur de Brest-Litovsk, el 17 de septiembre de 1939. Tras la conclusión de los combates en Polonia, que fueron acelerados por la ocupación de la parte oriental del país por las fuerzas soviéticas (según lo acordado en el Pacto Ribbentrop-Mólotov), List y su ejército permanecieron acantonados en Polonia como parte de las fuerzas de ocupación.

### Invasión de Francia
Durante la gran ofensiva alemana contra Francia y los Países Bajos de mayo a junio de 1940, el 14.º Ejército permaneció en Polonia, pero este no fue el caso de su comandante. En mayo de 1940, List comandó el 12.º Ejército alemán durante la batalla de Francia. El 12.º Ejército estaba integrado en el Grupo de Ejércitos A alemán, bajo el mando de Gerd von Rundstedt. Fue este Grupo de Ejércitos el que forzó con éxito las Ardenas y luego realizó el espectacular avance del 15 de mayo de 1940, que sembró el pánico en las fuerzas francesas y aisló a las fuerzas expedicionarias británicas de sus líneas de suministro.
Después de esta exitosa campaña, List estuvo entre los doce generales que Hitler ascendió a mariscal de campo durante la Ceremonia del Mariscal de Campo (19 de julio de 1940). A principios de 1941, las tropas alemanas se concentraron en el frente oriental del Tercer Reich, en preparación para la Operación Barbarroja, la invasión alemana de la Unión Soviética. El OKW creía que antes de que se lanzara Barbarroja sería necesario eliminar la posibilidad de interferencia de Grecia sometiendo militarmente a este país, en una operación cuyo nombre en código es Operación Marita. Se envió a List para que negociara con el Estado Mayor búlgaro y se firmó un acuerdo secreto que permitía el libre paso de las tropas alemanas a través del territorio búlgaro. En la noche del 28 al 29 de febrero de 1941, las tropas alemanas, incluido List, que ahora comandaba el 12.º Ejército, tomaron posiciones en Bulgaria, que al día siguiente se unió al Pacto Tripartito. 

### Invasión de los Balcanes

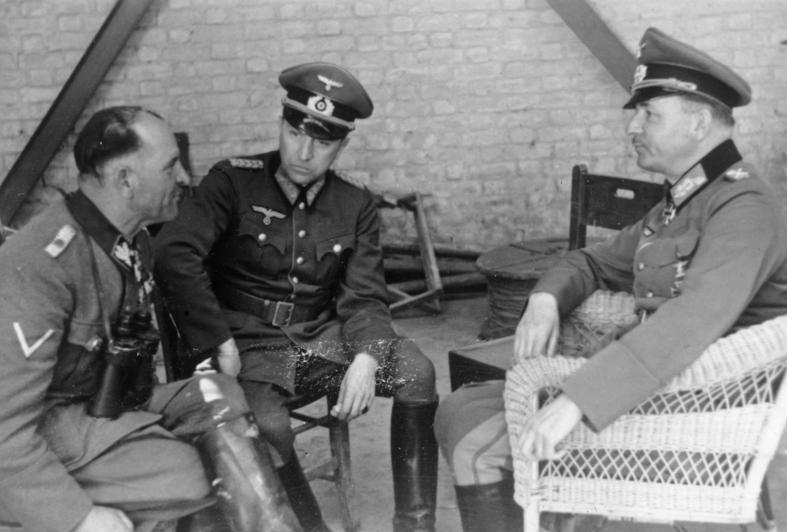
El mariscal de campo List, el mayor general Hans von Greiffenberg y el SS Obergruppenführer Sepp Dietrich, mantienen conversaciones preliminares sobre la rendición del ejército griego

El 6 de abril de 1941, la Wehrmacht lanzó invasiones tanto de Grecia como de Yugoslavia. El 12.º Ejército de List, que constaba de cuatro divisiones blindadas y once divisiones de infantería motorizada, superó totalmente a las fuerzas de defensa. Las tropas alemanas ocuparon Belgrado el 13 de abril y Atenas el 27 de abril. La campaña de los Balcanes continentales terminó con la evacuación de las fuerzas británicas el 28 de abril. En los Balcanes, List se implicó en el asesinato en masa de cientos de miles de civiles al haber ordenado la toma de rehenes y las ejecuciones en represalia.

### Campaña del Caucaso
A principios de julio de 1942, fue nombrado comandante en Jefe del Grupo de Ejércitos A, recién formado a partir de la división del Grupo de Ejércitos Sur durante la ofensiva de verano de los alemanes llamada Fall Blau. Sus órdenes eran tomar Rostov y luego avanzar hacia el Cáucaso para tomar las áreas ricas en petróleo de Maikop y Grozni. Las fuerzas alemanas hicieron un buen progreso durante dos meses, tomando Maikop y llegando a los alrededores de Grozny, a unos 650 kilómetros de Rostov. Sin embargo, a finales de agosto, su avance se había detenido, principalmente debido a la cada vez mayor resistencia soviética, y también debido a la escasez crítica de combustible y municiones, ya que el grupo de ejércitos superó sus líneas de suministro. Las cosas empeoraron para los alemanes con el envío, a mediados de agosto, de la mayoría de las unidades de la Luftwaffe hacia el norte para apoyar el avance del 6.º Ejército hacia Stalingrado.
Hitler se sintió decepcionado con la actuación de List, envió a Alfred Jodl el 7 de septiembre para visitarle y decirle que avanzara con mayor celeridad. List le explicó a Jodl que no tenía suficientes fuerzas para romper las líneas soviéticas y capturar Grozny. List también creía que todavía era posible capturar Grozny si todos los demás ataques se suspendían y su grupo de ejército tenía prioridad en suministros y refuerzos. Jodl posteriormente estuvo de acuerdo con List y le transmitió esta información a Hitler, quien se puso furioso. Cuando List propuso mover algunas de las unidades que formaban la punta de lanza de la invasión alemana que estaban estancadas a otra parte en la retaguardia del avance alemán, para ayudar a destruir las obstinadas fuerzas soviéticas, fue relevado de su puesto, el 9 de septiembre de 1942, y reemplazado por el Generalfeldmarschall Ewald von Kleist. Pasó el resto de la guerra en su casa de Garmisch-Partenkirchen y nunca regresó al servicio activo.

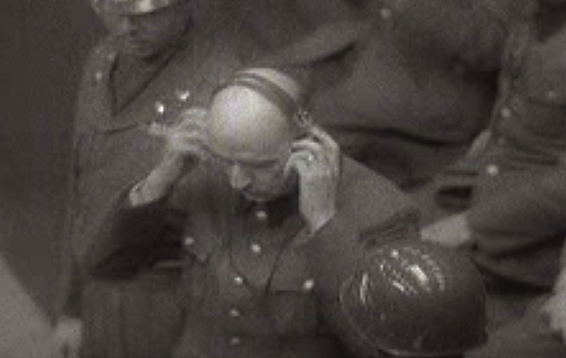
Wilhelm List durante el Juicio de los rehenes en el que fue condenado por crímenes de guerra y de lesa humanidad

## Posguerra
List fue capturado por los Aliados al terminar la guerra y juzgado, junto con otros once ex subordinados, por crímenes de guerra y crímenes de lesa humanidad principalmente por el asesinato en represalia de rehenes serbios en Yugoslavia, en el Juicio de los rehenes, uno de los juicios subsiguientes a los Juicios de Núremberg. Fue declarado culpable y condenado a cadena perpetua en febrero de 1948. En diciembre de 1952, fue puesto en libertad, oficialmente, por motivos de salud. Murió el 17 de agosto de 1971 en Garmisch-Partenkirchen a la edad de 91 años.

## Condecoraciones
- Medalla de herido (1918) en negro[1]
- Cruz de Hierro (1914), 1.ª y 2.ª clase[1]
- Broche de la Cruz de Hierro (1939), 1.ª y 2.ª clase
- Cruz de Caballeros de la Orden de Hohenzollern con espadas[1]
- Cruz de Caballero de la Cruz de Hierro el 30 de septiembre de 1939 como Generaloberst  y comandante en jefe del 14.º Ejército[2][3]
- Orden al Mérito Militar, 4.ª clase con Espadas y Corona (Baviera)[1]
- Cruz de Caballero de la Orden de Federico (Württemberg)[1]
- Cruz al Mérito Militar, 3.ª clase con condecoración de guerra (Austria-Hungría)[1]
- Cruz de Caballero de la Orden del Mérito Militar (Bulgaria)[1]